# 안녕, 클레멘타인
《안녕, 클레멘타인》은 2004년 1월 16일에 MBC에서 방영한 베스트극장이다.

## 등장 인물

### 주요 인물
- 이혜은 : 애순 역
- 유승호 : 세범 역

### 그 외 인물
- 김지영 : 금녀 역 - 세범의 할머니
- 이기영 : 성복 역 - 세범의 아버지
- 이영희 : 가게주인 역
- 서현정 : 선생님 역
- 반혜라 : 마담 역